# Mundus Novus
Mundus Novus (doslovně česky „Nový svět“) byl leták, který v letech 1501 až 1502 napsal jako dopis známý italský cestovatel Amerigo Vespucci při své druhé objevitelské výpravě, když se plavil do Brazílie, a později byl dopis upraven do formy letáku. Leták pojednává právě o Brazílii. Poprvé byl vydán latinsky v roce 1503. Ačkoliv to byl „jen“ leták, jedná se o jedno z nejvýznamnějších děl Ameriga Vespucciho, protože ho proslavilo.
Leták se vztahoval k plavbě, které se pod portugalskou vlajkou Vespucci zúčastnil, patrně jako lodivod, od 10. května 1501 do 15. října 1502, byla to jeho druhá cesta k brazilskému pobřeží.
Pod názvem „Mundus Novus“ se objevil v roce 1503 v různých městech, jako je Florencie či Paříž. Již na letáku byl za jeho autora označen Amerigo Vespucci (konkrétně v jeho latinské podobě, to jest Albericus Vesputius).
Tenkrát ještě neexistovaly noviny, tiskaři vydávali nejrůznější zajímavé novinky ve formě letáků, které se pak hojně prodávaly na tržištích jako ostatní zboží. V době mořeplaveckých výprav a objevování neustále nových a nových oblastí, byli lidé lačni i těchto zpráv. V letáku Mundus Novus se k široké veřejnosti poprvé dostalo čtení o místě, na které nějaká výprava dospěla. Bylo to velice barvité líčení z brazilského pobřeží o nádherné krajině plné rozmanitých zvířat, barevného ptactva, neobyčejně bohatém rostlinstvu, množství plodů, o příjemném klimatu, o domorodcích a jejich zvycích. Zároveň se lidé dozvěděli, že se nejedná o Indii, ale o zcela nový díl světa. To bylo pro všechny úžasně překvapivé. Kryštof Kolumbus stále tvrdil, že dorazil do Indie, čímž pro Evropany nečekaně „zmenšil“ Zemi, kdežto Mundus Novus její rozměr opět „zvětšil“, to bylo pro Evropany vzrušující. 
Nejzásadněji však zapůsobila slova, která popisovanou krásu uzavírala: „pozemský ráj, pokud vůbec někde je, nemůže být daleko odtud“. Podněcovala v lidech naději, že by mohla být pravdivá teze – Bůh po Adamově hříchu ráj nezničil, ale odsunul ho na opačnou stranu země. Tomu tenkrát mnozí lidé věřili. Představa téhle možnosti vzbuzovala ohromení a radost a zasáhla většinu lidí.
Mundus Novus se brzy rozšířil v mnoha překladech po Evropě. Byl základem velkého věhlasu Ameriga Vespucciho a od té doby byl Amerigo nadlouho považován za největšího učence a mořeplavce. V podstatě tento leták a několik později vydaných spisů zapříčinil, že v roce 1507 padl a následně uspěl návrh tehdy 27letého geografa Martina Waldseemüllera pojmenovat čtvrtý kontinent Amerikou(?). 
V průběhu dějin, kdy došlo (až po smrti Vespucciho i Kolumba) k 400 let trvajícímu historickému sporu „Vespucci versus Kolumbus“, zastánci jedné i druhé strany propátrali dostupné prameny a v „nekonečných“ diskuzích a hádkách dospěli k závěrům, které nejvíce odpovídají pravdě. Po každé své plavbě o ní Vespucci poslal do Florencie podrobný dopis Lorenzu Pietrovi di Medici (synu Lorenza il Magnifica), svému bývalému šéfovi z doby, kdy byl po léta kupcem, zaměstnancem jeho bankovního domu ve Florencii a později v Seville. V té době měly všechny velké obchodní domy západní Evropy, včetně Medicejských, ale i benátské flotily své dopisovatele v Lisabonu a v Seville,  kteří posílali zprávy o všech výpravách, byly to cenná obchodní tajemství. Vše napovídá tomu, že se Vespucciho dopis dostal do ruky šikovnému tiskaři, ten ho upravil, nechal přeložit do latiny, na svém lisu vytiskl a rozšířil. Vespucci sám leták nevydal, ale text z dopisu vychází.